# Коржева, Ольга Владимировна
Ольга Владимировна Коржева (14 июня 1969; Алма-Ата, Казахская ССР, СССР) — казахстанская актриса кино и театра. Народная артистка Казахстана (2024), заслуженная артистка Казахстана (1998). Одна из ведущих актрис Государственный академический русский театр для детей и юношества имени Н. Сац (с 1990). Кавалер Ордена «Курмет» (2013).

## Биография
Родилась 14 июня 1969 года в городе Алма-Ата. В 1990 году Окончила актерский факультет Свердловского государственного театрального института. С этого момента — актриса Государственный академический русский театр для детей и юношества имени Н. Сац.
Исполнила более 40 ролей. Основные роли:
- Софья — «Горе от ума» А. Грибоедова (1990)
- Лебедица; Царевна-Лебедь — «Сказка о царе Салтане» А. Пушкина (1990)
- Школьница — «Назначь мне свидание» (по мотивам повести «Вам и не снилось» Г. Щербаковой) (1991)
- Лара — «Доктор Живаго» Б. Пастернака (1991)
- Г-жа Детурнель — «Любовь» Ги де Мопассана (1994)
- Татьяна Ларина — «Прими собранье пестрых глав…» А. С. Пушкина (1994)
- Де Бель-Иль; Маркиза де При — «Мадемуазель де Бель-Иль» А. Дюма (1995)
- Королева Гертруда — «Гамлет» У. Шекспира (1996)
- Аркадина — «Чайка» А. П. Чехова (1998)
- Княгиня Марья — «Шут Балакирев» А. Мариенгофа (1998)
- Оливия, богатая графиня — «Двенадцатая ночь» У. Шекспира (2005)
- Гитель — «Двое на качелях» Гибсона (2006)
- Принц — «Замарашка» Я. Гловацкого (2007)

## Роли в кино
| Год       | Фильм                         | Роль      | Примечание                     |
| --------- | ----------------------------- | --------- | ------------------------------ |
| 1996      | Шанхай                        |           | эпизод                         |
| 2001—2003 | Саранча                       | Соня      | официантка, тайная дочь Гордея |
| 2003      | Каждый взойдет на Голгофу     | Светлана  |                                |
| 2011      | Семь майских дней             | Жужа      | не был завершен                |
| 2012      | Одноклассники                 |           |                                |
| 2013      | Параллельные миры             | мать Веры |                                |
| 2013      | Парыз                         | Майор     |                                |
| 2015      | Игра на вылет                 | Виолетта  | подруга Марии                  |
| 2018      | Бизнесмены (каз. Кәсіпкерлер) | "мамка"   |                                |
| 2022      | Диван на шестерых             | мама      |                                |
| 2023      | Русалочка                     | Урсула    | актриса дубляжа                |

## Награды и звания
- 1998 — Присвоено почётное звание «Заслуженная артистка Республики Казахстан» (за заслуги в области казахского театрального искусства)
- 2008 — Медаль «За трудовое отличие»;
- 2010 — Лауреат Премия Союза театральных деятелей Казахстана «Енликгуль» в номинации «Лучшая актриса года»[1]
- 2012 — Нагрудный знак «Отличник культуры»;
- 2013 — Орден Курмет из рук Президента РК в Акорде 13 декабря 2013 год (за вклад в развитие отечественного театрального искусства)[2]
- 2024 (23 октября) — присвоено почётное звание «Народный артист Казахстана».[3]